# Antiobactrum brasiliensis
Antiobactrum brasiliensis är en ringmaskart som först beskrevs av Hansen 1882.  Antiobactrum brasiliensis ingår i släktet Antiobactrum och familjen Opheliidae. Inga underarter finns listade i Catalogue of Life.